# Episodi di World Trigger

Logo della serie

Questa è la lista degli episodi dell'anime World Trigger, adattamento dell'omonimo manga di Daisuke Ashihara.
È stata annunciata una serie anime che è andata in onda ad ottobre 2014, l'anime è diretto da Mitsuru Hongo e prodotto da Toei Animation che ha lanciato un sito in occasione del progetto. Il character design è Toshihisa Kaiya mentre Kenji Kawai si occupa delle musiche. Anche l'autore prenderà parte alla creazione dell'anime aiutando nella stesura della sceneggiatura. Tomo Muranaka, Yūki Kaji, Yūichi Nakamura e Nao Tamura doppieranno rispettivamente Yūma Kuga, Osamu Mikumo, Yūichi Jin e Chika Amatori. Oltre alla serie, è stato annunciato anche uno special che andrà in onda durante il Jump Festa 2014. Nella maggior parte del mondo, compresa l'Italia, la serie verrà trasmessa in streaming da Crunchyroll dal 4 ottobre. La prima sigla è stata trasmessa dall'episodio 1 al 23 ed è Girigiri dei Sonar Pocket, per poi cambiare dall'episodio 24 al 47 in Ashita no Hikari degli AAA e dall'episodio 48 in Dream Trigger di Pile. Ad un evento dedicato alla serie, è stato annunciato un nuovo arco della serie anime, che sta andando in onda dall'11 ottobre 2015, e ha contenuti originali rispetto al manga, il titolo del nuovo arco è World Trigger: Toubousha-hen (ワールドトリガー 逃亡者編? trad. lett. "World Trigger: l'arco dei fuggitivi").
Al Jump Festa 2020 fu annunciata una seconda stagione che venne trasmessa dal 9 gennaio al 3 aprile 2021. I diritti internazionali sono stati riconfermati da Crunchyroll che ha pubblicato la serie in simulcast sottotitolato in vari Paesi del mondo, tra cui l'Italia.
Durante il Jump Festa 2021, è stato annunciato che la serie avrebbe ricevuto una terza stagione. Quest'ultima è stata trasmessa dal 9 ottobre 2021 al 22 gennaio 2022.

## Lista episodi

### Prima stagione
| Nº                                                                                            | Titolo italiano Giapponese 「Kanji」 - Rōmaji                                                                          | In onda           | In onda |
| Nº                                                                                            | Titolo italiano Giapponese 「Kanji」 - Rōmaji                                                                          | Giapponese        |         |
| World Trigger (48 episodi)                                                                    | |                   |         |
| 1                                                                                             | Visitatori da un altro mondo 「異世界からの訪問者」 - Isekai kara no raihōsha                                          | 5 ottobre 2014    |         |
| 2                                                                                             | Il Neighbor e il soldato Trion 「近界民とトリオン兵」 - Neibā to Torion-hei                                            | 12 ottobre 2014   |         |
| 3                                                                                             | L'abilità di Osamu Mikumo 「三雲修の実力」 - Mikumo Osamu no jitsuryoku                                                | 19 ottobre 2014   |         |
| 4                                                                                             | Ai Kitora, grado A, agente n°5 「A級5位・嵐山隊の木虎藍」 - A-kyū 5-i Arashiyama-tai no Kitora Ai                      | 2 novembre 2014   |         |
| 5                                                                                             | L'élite invincibile, Yuichi Jin 「実力派エリート・迅悠一」 - Jitsuryoku-ha erīto Jin Yūichi                            | 9 novembre 2014   |         |
| 6                                                                                             | Il Side Effect di Chika Amatori 「雨取千佳のサイドエフェクト」 - Amatori Chika no saidoefekuto                         | 16 novembre 2014  |         |
| 7                                                                                             | L'assalto della squadra Miwa 「三輪隊の強襲」 - Miwa-tai no kyōshū                                                     | 23 novembre 2014  |         |
| 8                                                                                             | Il Black Trigger 「ブラックトリガー」 - Burakku Torigā                                                                 | 30 novembre 2014  |         |
| 9                                                                                             | L'organizzazione conosciuta come Border 「ボーダーという組織」 - Bōdā to iu soshiki                                    | 7 dicembre 2014   |         |
| 10                                                                                            | Il distaccamento Tamakoma 「玉狛支部」 - Tamakoma-shibu                                                                | 14 dicembre 2014  |         |
| 11                                                                                            | Tutti decisi 「それぞれの決意」 - Sorezore no ketsui                                                                   | 21 dicembre 2014  |         |
| 12                                                                                            | Gli agenti Tamakoma di grado A 「玉狛のA級隊員」 - Tamakoma no A-kyū taiin                                             | 28 dicembre 2014  |         |
| 13                                                                                            | L'elite delle squadre Border 「ボーダートップチーム」 - Bōdātoppuchīmu                                                 | 11 gennaio 2015   |         |
| 14                                                                                            | Kei Tachikawa, assaltatore N°1 「NO.1アタッカー・太刀川慶」 - NO.1 Atakkā Tachikawa Kei                                | 18 gennaio 2015   |         |
| 15                                                                                            | Fujin, il Black Trigger 「ブラックトリガー・風刃」 - Burakku Torigā: Fūjin                                             | 25 gennaio 2015   |         |
| 16                                                                                            | Il futuro avanza 「動き出す未来」 - Ugokidasu mirai                                                                    | 8 febbraio 2015   |         |
| 17                                                                                            | Il reclutamento ufficiale Border 「ボーダー公式入隊」 - Bōdā kōshiki nyūtai                                            | 15 febbraio 2015  |         |
| 18                                                                                            | Osamu Mikumo contro Soya Kazama 「三雲 修 VS 風間 蒼也」 - Mikumo Osamu VS Kazama Sōya                                 | 22 febbraio 2015  |         |
| 19                                                                                            | Scontro d'avanzamento, i piani di Shun Midorikawa 「ランク戦！緑川駿の策略」 - Ranku-sen! Midorikawa Shun no sakuryaku | 1º marzo 2015     |         |
| 20                                                                                            | Duello! Yuma contro Midorikawa 「激突！遊真ＶＳ．緑川」 - Gekitotsu! Yūma VS. Midorikawa                               | 8 marzo 2015      |         |
| 21                                                                                            | Il mondo dei Neighbor 「近界民の世界」 - Neibā no sekai                                                                | 15 marzo 2015     |         |
| 22                                                                                            | La grande invasione ha inizio 「大規模侵攻開始」 - Daikibo shinkō kaishi                                               | 22 marzo 2015     |         |
| 23                                                                                            | Aftokrator, la Terra degli dèi 「神の国アフトクラトル」 - Kami no kuni Afutokuratoru                                   | 29 marzo 2015     |         |
| 24                                                                                            | I pulcini di Miden 「玄界の雛鳥」 - Miden no hinadori                                                                  | 5 aprile 2015     |         |
| 25                                                                                            | La miglior squadra della Border 「ボーダー最強の部隊」 - Bōdā saikyō no butai                                          | 12 aprile 2015    |         |
| 26                                                                                            | Scontro Mortale! Enedora contro la squadra Kazama 「激闘!エネドラVS風間隊」 - Gekitō! Enedora VS Kazama-tai            | 19 aprile 2015    |         |
| 27                                                                                            | La Border al contrattacco 「反撃のボーダー」 - Hangeki no Bōdā                                                         | 26 aprile 2015    |         |
| 28                                                                                            | Il possessore dell'Organon 「星の杖の使い手」 - Oruganon no tsukaite                                                   | 3 maggio 2015     |         |
| 29                                                                                            | Il crocevia del destino 「運命の分岐点」 - Unmei no bunkiten                                                           | 10 maggio 2015    |         |
| 30                                                                                            | Il capitano nemico, Hairein 「敵将ハイレイン」 - Tekishō Hairein                                                       | 17 maggio 2015    |         |
| 31                                                                                            | La determinazione di Osamu Mikumo 「三雲修の覚悟」 - Mikumo Osamu no kakugo                                            | 24 maggio 2015    |         |
| 32                                                                                            | Enedora l'implacabile 「執念のエネドラ」 - Shūnen no Enedora                                                           | 31 maggio 2015    |         |
| 33                                                                                            | Il terrore di Hairein 「ハイレインの恐怖」 - Hairein no kyōfu                                                          | 7 giugno 2015     |         |
| 34                                                                                            | Lotta senza quartiere! Uno Scontro Fra Titani 「激闘決着！最強の戦い」 - Gekitō kecchaku! Saikyō no tatakai            | 14 giugno 2015    |         |
| 35                                                                                            | La fine della battaglia 「闘いの果てに」 - Tatakai no hate ni                                                          | 21 giugno 2015    |         |
| 36                                                                                            | I senza nulla 「持たざるモノ」 - Motazaru mono                                                                         | 28 giugno 2015    |         |
| 37                                                                                            | Eroi e compagni 「ヒーローと相棒」 - Hīrō to aibō                                                                      | 5 luglio 2015     |         |
| 38                                                                                            | Iniziano i tornei d'avanzamento di Grado B 「B級ランク戦開幕」 - B-kyū rankusen kaimaku                                | 19 luglio 2015    |         |
| 39                                                                                            | La squadra Suwa e la squadra Arafune 「諏訪隊と荒船隊」 - Suwa-tai to Arafune-tai                                      | 26 luglio 2015    |         |
| 40                                                                                            | Partenza! La squadra Mikumo 「始動！三雲隊」 - Shidō! Mikumo-tai                                                       | 2 agosto 2015     |         |
| 41                                                                                            | Una recluta impertinente 「生意気な新人（ルーキー）」 - Namaikina rūkī                                                 | 9 agosto 2015     |         |
| 42                                                                                            | Kō Murakami della Suzunari-1 「鈴鳴第一の村上鋼」 - Suzunari Daiichi no Murakami Kō                                    | 16 agosto 2015    |         |
| 43                                                                                            | La scelta della squadra Nasu 「那須隊の選択」 - Nasu-tai no sentaku                                                    | 23 agosto 2015    |         |
| 44                                                                                            | Scontro nella tempesta 「悪天候の戦闘」 - Akutenkō no sentō                                                            | 30 agosto 2015    |         |
| 45                                                                                            | Il fulcro della battaglia 「勝負を決めるもの」 - Shōbu o kimeru mono                                                   | 6 settembre 2015  |         |
| 46                                                                                            | La tempra del campione 「エースの意地」 - Ēsu no iji                                                                   | 20 settembre 2015 |         |
| 47                                                                                            | Orgoglio di capitano 「隊長のプライド」 - Taichō no puraido                                                            | 27 settembre 2015 |         |
| 48                                                                                            | Dunque, verso il domani! 「そして明日へ」 - Soshite ashita e                                                           | 4 ottobre 2015    |         |
| World Trigger: Toubousha-hen (ワールドトリガー 逃亡者編?) (non tratto dal manga) (15 episodi) | |                   |         |
| 49                                                                                            | Fuggitivi di un altro mondo 「異世界からの逃亡者」 - Isekai Kara no tōbōsha                                            | 11 ottobre 2015   |         |
| 50                                                                                            | Assalitori invisibili 「姿なき襲撃者」 - Sugata Naki Shūgeki-sha                                                       | 18 ottobre 2015   |         |
| 51                                                                                            | I soldati Trion di Xeno 「ゼノのトリオン兵」 - Zeno no Torion hei                                                      | 25 ottobre 2015   |         |
| 52                                                                                            | Il tramonto di Miden 「玄界の夕陽」 - Miden no yūhi                                                                    | 1º novembre 2015  |         |
| 53                                                                                            | Ciò che va salvato 「守るべきもの」 - Mamorubekimono                                                                   | 8 novembre 2015   |         |
| 54                                                                                            | L'assalto di Giev 「ギーヴの攻勢」 - Gīvu no kōsei                                                                     | 15 novembre 2015  |         |
| 55                                                                                            | Vivi o morti 「デッド・オア・アライブ」 - Deddo oa araibu                                                              | 22 novembre 2015  |         |
| 56                                                                                            | Il segreto di Lilith 「リリスの謎」 - Ririsu no nazo                                                                   | 29 novembre 2015  |         |
| 57                                                                                            | Zeno e Lilith 「ゼノとリリス」 - Zeno to Ririsu                                                                        | 6 dicembre 2015   |         |
| 58                                                                                            | Osamu prigioniero 「囚われの修」 - Toraware no Osamu                                                                   | 13 dicembre 2015  |         |
| 59                                                                                            | I due Black Trigger 「二つのブラックトリガー」 - Futatsu no Burakku Toriga                                             | 20 dicembre 2015  |         |
| 60                                                                                            | L'Avventura di Yotaro 「陽太郎の冒険」 - Youtarou no Bouken                                                            | 27 dicembre 2015  |         |
| 61                                                                                            | Verità e Menzogne 「信実と嘘」 - Shinjitsu to uso                                                                      | 10 gennaio 2016   |         |
| 62                                                                                            | Giev e Charon 「ギーヴとカロン」 - Gīvu to Karon                                                                       | 17 gennaio 2016   |         |
| 63                                                                                            | Il futuro ribaltato 「反転する未来」 - Hantensuru mirai                                                                | 24 gennaio 2016   |         |
| Battaglie B-Rank (10 episodi)                                                                 | |                   |         |
| 64                                                                                            | Il prigioniero di Aftokrator 「アフトクラトルの捕虜」 - Afutokuratoru no horyo                                         | 31 gennaio 2016   |         |
| 65                                                                                            | Mitragliere N°1, Ninomiya Masataka 「No.１シューター二宮匡賢」 - Nanba-wan shūta Ninomiya Masataka                     | 7 febbraio 2016   |         |
| 66                                                                                            | Zanne Acuminate 「研ぎ澄まされた牙」 - Togisumasareta kiba                                                             | 14 febbraio 2016  |         |
| 67                                                                                            | Scontro fra le migliori squadre di grado B 「B級上位戦」 - Bikyūjō isen                                                | 21 febbraio 2016  |         |
| 68                                                                                            | Bersaglio: Tamakoma 「狙われ玉狛」 - Nerawareru Tamakoma                                                               | 28 febbraio 2016  |         |
| 69                                                                                            | Battle Royal 「バトルロイヤル」 - Batoru Roiyaru                                                                       | 6 marzo 2016      |         |
| 70                                                                                            | Il Dovere di un Capitano 「隊長の務め」 - Taichou no Tsutome                                                           | 13 marzo 2016     |         |
| 71                                                                                            | Una Nuova Minaccia 「新たなる脅威」 - Aratanaru Kyoui                                                                  | 20 marzo 2016     |         |
| 72                                                                                            | Una Squadra Mikumo in Evoluzione 「進化する三雲隊」 - Shinkasuru Mikumo-Tai                                            | 27 marzo 2016     |         |
| 73                                                                                            | Verso il futuro 「未来へ」 - Mirai he                                                                                  | 3 aprile 2016     |         |

### Seconda stagione
| Nº | Titolo italiano Giapponese 「Kanji」 - Rōmaji | In onda          | In onda |
| Nº | Titolo italiano Giapponese 「Kanji」 - Rōmaji | Giapponese       |         |
| 74 | L'assalto 「襲来」 - Shūrai                   | 9 gennaio 2021   |         |
| 75 | Scontro 「激突」 - Gekitotsu                  | 16 gennaio 2021  |         |
| 76 | Combattimento 「決戦」 - Kessen               | 23 gennaio 2021  |         |
| 77 | Destino 「運命」 - Unmei                      | 30 gennaio 2021  |         |
| 78 | Una nuova tecnica 「新技」 - Shin waza        | 6 febbraio 2021  |         |
| 79 | Volontà di ferro 「意地」 - Iji               | 20 febbraio 2021 |         |
| 80 | Il momento decisivo 「勝負」 - Shōbu          | 27 febbraio 2021 |         |
| 81 | Negoziati 「交渉」 - Kōshō                    | 6 marzo 2021     |         |
| 82 | Il capitano 「隊長」 - Taichō                 | 13 marzo 2021    |         |
| 83 | La fascia alta 「上位」 - Jōi                 | 20 marzo 2021    |         |
| 84 | I più forti 「強者」 - Kyōsha                 | 27 marzo 2021    |         |
| 85 | Un nuovo volto 「新人」 - Shinjin             | 3 aprile 2021    |         |

### Terza stagione
| Nº | Titolo italiano Giapponese 「Kanji」 - Rōmaji | In onda          | In onda |
| Nº | Titolo italiano Giapponese 「Kanji」 - Rōmaji | Giapponese       |         |
| 86 | Rinascita 「新生」 - Shinsei                  | 9 ottobre 2021   |         |
| 87 | Scelte 「選択」 - Sentaku                     | 16 ottobre 2021  |         |
| 88 | Strategia 「作戦」 - Sakusen                  | 23 ottobre 2021  |         |
| 89 | Piano segreto 「秘策」 - Hisaku               | 30 ottobre 2021  |         |
| 90 | Impareggiabile 「無双」 - Musō                | 6 novembre 2021  |         |
| 91 | Decisioni 「判断」 - Handan                   | 13 novembre 2021 |         |
| 92 | Premonizione 「予感」 - Yokan                 | 20 novembre 2021 |         |
| 93 | Volontà 「意志」 - Ishi                       | 27 novembre 2021 |         |
| 94 | Avversari temibili 「難敵」 - Nanteki         | 4 dicembre 2021  |         |
| 95 | Cambio di programma 「別案」 - Betsu an       | 11 dicembre 2021 |         |
| 96 | Round finale 「最終戦」 - Saishūsen           | 18 dicembre 2021 |         |
| 97 | Mischia 「乱戦」 - Ransen                     | 25 dicembre 2021 |         |
| 98 | Uno contro uno 「1対1」 - Ichi tai ichi       | 8 gennaio 2022   |         |
| 99 | Fermezza 「覚悟」 - Kakugo                    | 22 gennaio 2022  |         |

## Home video

### Giappone
La prima stagione è stata raccolta in volumi BD/DVD distribuiti in Giappone per il mercato home video dal 13 marzo 2015 al 5 ottobre 2016.
| Volume | Episodi | Data di pubblicazione |
| ------ | ------- | --------------------- |
| 1      | 1–3     | 13 marzo 2015         |
| 2      | 4–6     | 8 aprile 2015         |
| 3      | 7–9     | 13 maggio 2015        |
| 4      | 10–12   | 10 giugno 2015        |
| 5      | 13–15   | 8 luglio 2015         |
| 6      | 16–18   | 5 agosto 2015         |
| 7      | 19–21   | 9 settembre 2015      |
| 8      | 22–24   | 7 ottobre 2015        |
| 9      | 25–27   | 11 novembre 2015      |
| 10     | 28-30   | 9 dicembre 2015       |
| 11     | 31-33   | 6 gennaio 2016        |
| 12     | 34-36   | 10 febbraio 2016      |
| 13     | 37-39   | 9 marzo 2016          |
| 14     | 40-42   | 13 aprile 2016        |
| 15     | 43-45   | 9 maggio 2016         |
| 16     | 46-48   | 8 giugno 2016         |
| 17     | 49-54   | 17 luglio 2016        |
| 18     | 55-60   | 3 agosto 2016         |
| 19     | 61-66   | 14 settembre 2016     |
| 20     | 67-73   | 5 ottobre 2016        |

La seconda stagione è stata pubblicata in Blu-ray e DVD dall'11 agosto al 29 settembre 2021.
| Volume | Episodi | Data di pubblicazione |
| ------ | ------- | --------------------- |
| 1      | 74-80   | 11 agosto 2021        |
| 2      | 81-85   | 29 settembre 2021     |

### Annotazioni
1. ↑  Episodio posticipato per la partita di calcio femminile Canada-Giappone.
2. ↑  Episodio posticipato per colpa dei contenuti dell'episodio. Nell'episodio viene mostrata la tempesta che colpisce la zona molto violentemente, che ricorda lo stato di gravità di alcune zone del Giappone in quel periodo[20].
3. ↑  Episodio posticipato per lo tsunami di Hunga Tonga del 2022.

### Fonti
1. ↑  (EN) World Trigger Anime!, su shonenjump.viz.com, Viz Media. URL consultato il 27 luglio 2014.
2. ↑  (EN) World Trigger TV Anime Slated to Premiere in October, su animenewsnetwork.com, Anime News Network, 23 giugno 2014. URL consultato il 27 luglio 2014.
3. 1 2 3  (EN) Crunchyroll to Stream World Trigger Anime, su animenewsnetwork.com, Anime News Network, 3 ottobre 2014. URL consultato il 4 ottobre 2014.
4. ↑  (EN) Toei Animation Produces "World Trigger" TV Anime Adaptation, su crunchyroll.com, Crunchyroll, 8 luglio 2014. URL consultato il 27 luglio 2014 (archiviato dall'url originale il 12 luglio 2014).
5. ↑  (JA) Daisuke Ashihara, Weekly Shōnen Jump, vol. 34, Shueisha, 2014.
6. ↑  (EN) Jump Tour to Show Naruto, World Trigger, Blood Blockade Battlefront, su animenewsnetwork.com, Anime News Network, 15 luglio 2014. URL consultato il 27 luglio 2014.
7. ↑   Toei Animation, colonna sonora di World Trigger: Girigiri by Sonar Pocket, su toei-anim.co.jp.
8. ↑   Sonar Pocket to Perform World Trigger Anime's Theme Song, su Anime News Network. URL consultato il 26 novembre 2015.
9. ↑   Anime News Network, Nozomu Sasaki, Nobunaga Shimazaki, AAA Join World Trigger Anime, su animenewsnetwork.com. URL consultato il 30 marzo 2015.
10. ↑   Anime News Network, Pile Performs Theme Song for New World Trigger Series, su animenewsnetwork.com. URL consultato il 17 ottobre 2015.
11. ↑   Anime News Network, World Trigger Anime's New Arc Adds Takahiro Sakurai, More to Cast, su animenewsnetwork.com, Anime News Network, 21 settembre 2015. URL consultato il 21 settembre 2015.
12. ↑  (EN) Crystalyn Hodgkins, World Trigger TV Anime Gets New Season, in Anime News Network, 20 dicembre 2019. URL consultato il 2 novembre 2020.
13. ↑  (EN) Rafael Antonio Pineda, New World Trigger Anime Reveals Staff, Updated Visual, in Anime News Network, 2 aprile 2020. URL consultato il 2 novembre 2020.
14. ↑  (EN) Jennifer Sherman, New World Trigger Anime Reveals Teaser Visual, in Anime News Network, 1º ottobre 2020. URL consultato il 2 novembre 2020.
15. ↑   Amadeo Sebastiano, Crunchyroll annuncia altre due serie: arrivano World Trigger e Anime Azurlane, in Everyeye.it, 9 gennaio 2021. URL consultato il 10 gennaio 2021.
16. ↑  (EN) Patrick Frye, World Trigger Season 3 release date: Sequel confirmed for Fall 2021, but Daisuke Ashihara’s health problems continue, in Monsters and Critics, 15 agosto 2021. URL consultato il 19 agosto 2021.
17. ↑  (EN) Crystalyn Hodgkins, World Trigger Anime Gets 3rd Season, in Anime News Network, 18 dicembre 2020. URL consultato il 19 agosto 2021.
18. ↑  (EN) Crystalyn Hodgkins, World Trigger Anime's 3rd Season Premieres in October, in Anime News Network, 27 marzo 2021. URL consultato il 19 agosto 2021.
19. ↑  (EN) Crystalyn Hodgkins, World Trigger Anime's 3rd Season Debuts on October 9, in Anime News Network, 15 agosto 2021. URL consultato il 19 agosto 2021.
20. ↑   Anime News Network, World Trigger Anime's Sunday Airing Replaced After Real-Life Floods, su animenewsnetwork.com. URL consultato il 13 settembre 2015.
21. 1 2  (JA) ONAIR, su toei-anim.co.jp, Toei Animation. URL consultato il 10 gennaio 2021.
22. ↑  Questo episodio non è andato in onda nella data originariamente programmata, il 14 febbraio 2021, poiché TV Asahi aveva trasmesso una programmazione speciale riguardante il terremoto di Fukishima del 2021. L'episodio è stato comunque pubblicato su AbemaTV ed è andato in onda su TV Asahi il 21 febbraio.
23. ↑  (JA) ワールドトリガー 2ndシーズン #6【地上波同時】, su abema.tv, AbemaTV. URL consultato il 27 febbraio 2021 (archiviato il 23 febbraio 2021).
24. ↑  (JA) 第６話 放送についてのお知らせ, Toei Animation, 15 febbraio 2021. URL consultato il 27 febbraio 2021 (archiviato il 15 febbraio 2021).
25. ↑  (EN) Egan Loo, World Trigger Season 3 Finale Rescheduled to Next Weekend After Delay Due to Tsunami Alert, in Anime News Network, 16 gennaio 2022. URL consultato il 16 gennaio 2022.
26. 1 2 3 4 5 6 7 8 9 10 11 12 13 14 15 16 17 18 19 20 21 22  (JA) Toei Animation, ワールドトリガー DVD & Blu-ray, su toei-anim.co.jp. URL consultato il 6 marzo 2021 (archiviato dall'url originale il 7 novembre 2020).
27. 1 2 3 4 5 6 7 8 9 10 11 12 13 14 15 16 17 18 19 20 21 22  (JA) ワールドトリガー DVD & Blu-ray, su worldtrigger.info, Toei Animation. URL consultato il 6 novembre 2020.
28. 1 2  (JA) Blu-ray Vol.1, su toei-anim.co.jp, Toei Animation. URL consultato il 6 marzo 2021.
29. 1 2  (JA) Blu-ray Vol.2, su toei-anim.co.jp, Toei Animation. URL consultato il 6 marzo 2021.
30. ↑  (JA) DVD Vol.1, su toei-anim.co.jp, Toei Animation. URL consultato il 19 ottobre 2021.
31. ↑  (JA) DVD Vol.2, su toei-anim.co.jp, Toei Animation. URL consultato il 19 ottobre 2021.
32. ↑  (JA) DVD Vol.3, su toei-anim.co.jp, Toei Animation. URL consultato il 19 ottobre 2021.
33. ↑  (JA) DVD Vol.4, su toei-anim.co.jp, Toei Animation. URL consultato il 19 ottobre 2021.